# Сирийский туркменский блок
Сирийский туркменский блок (араб. الكتلة الوطنية التركمانية السورية‎, тур. Suriye Türkmen Kitlesi) — оппозиционное движение, представляющее интересы сирийских туркмен. Партию возглавляет Юсуф Мулла.
Партия была основана в Стамбуле в феврале 2012 года. Еще на этапе становления она претерпела ранний раскол, что привело к появлению Сирийского демократического туркменского движения. Примирительная встреча в декабре 2012 года заложила основу для формирования Сирийской туркменской ассамблеи. С тех пор Сирийский туркменский блок сосредоточился на своих оставшихся опорных пунктах в Латакии и Байырбучаке, в то время как Сирийское демократическое туркменское движение сосредоточилось на Алеппо.
Учредительная конференция была поддержана фондом Mazlum-Der, связанным с турецкой партией AKP. После своего основания партия присоединилась к Национальному течению перемен (коалиция более мелких оппозиционных партий). Представители блока сирийских туркмен приняли участие в заседаниях Сирийской туркменской ассамблеи.
Сирийский туркменский блок также связан с туркменскими войсками Нуреттина Зенги, Захира Бейбарса, Аль Хува Биллы, Явуза Султана Селима, Султана Мехмета Завоевателя, Мемдуха Колхи, Бин Тамиме, Катипа Аль Мустафы, Фирсана Тевхида, Шукур уль Туркмен (Туркменские соколы) и другими, которые все находятся под контролем бригады туркменских гор во главе с Мухаммадом Авадом в провинции Латакия.